# Duszniki-Zdrój
Duszniki-Zdrój é um município da Polônia, na voivodia da Baixa Silésia e no condado de Kłodzko. Estende-se por uma área de 22,28 km², com 4 745 habitantes, segundo os censos de 2016, com uma densidade de 213,0  hab/km².